# L'industriale
L'industriale è un film del 2011, l'ultimo diretto da Giuliano Montaldo.

## Trama
Il quarantenne Nicola è proprietario di una fabbrica sull'orlo del fallimento, immersa nella grande crisi economica che soffoca tutto il paese. Ma è orgoglioso, rifiuta anche l'aiuto economico della ricca suocera che potrebbe salvarlo. Ha deciso di risolvere i suoi problemi senza farsi scrupoli. Sua moglie Laura è sempre più lontana, ma Nicola non fa nulla per colmare la distanza che ormai li separa. Assediato dagli operai che lo pressano per conoscere il loro destino, l'uomo avverte che qualcosa sta turbando l'unica certezza che gli è rimasta: il matrimonio. Ma invece di aprirsi con Laura comincia a sospettare di lei e a seguirla di nascosto. Tutto precipita. Nicola annaspa e tira fuori il peggio di sé. Poi tutto sembra tornare a posto: l'azienda, il matrimonio, il successo sociale. Ma l'uomo ha più di un segreto da nascondere.

## Distribuzione
Il film è stato presentato fuori concorso al Festival Internazionale del Film di Roma 2011. È uscito nelle sale italiane il 12 gennaio 2012.

## Riconoscimenti
- 2012 - David di Donatello
  - Candidatura Migliore scenografia a Francesco Frigeri
- 2012 - Nastro d'argento
  - Candidatura Migliore attrice protagonista a Carolina Crescentini
  - Candidatura Miglior soggetto a Giuliano Montaldo e Vera Pescarolo
  - Candidatura Migliore fotografia a Arnaldo Catinari
  - Candidatura Migliore scenografia a Francesco Frigeri
- 2012 - Globo d'oro
  - Miglior film a Giuliano Montaldo
  - Migliore fotografia a Arnaldo Catinari
  - Miglior musica a Andrea Morricone
  - Globo d'oro speciale della giuria a Pierfrancesco Favino
  - Candidatura Migliore attrice a Carolina Crescentini
  - Candidatura Migliore sceneggiatura a Andrea Purgatori
- 2011 - Festival internazionale del film di Roma
  - Premio LARA a Francesco Scianna
- 2012 - Bari International Film Festival
  - Premio Ennio Morricone a Andrea Morricone
- 2012 - Cairo International Film Festival
  - Piramide d'argento a Giuliano Montaldo
- 2012 - Premio Flaiano
  - Pegaso d'oro al miglior attore a Pierfrancesco Favino
- 2012 - Ciak d'oro
  - Candidatura Miglior fotografia a Arnaldo Catinari
- 2012 - Festival international du film d'amour de Mons
  - Candidatura Gran Premio a Giuliano Montaldo
- 2012 - Kineo Awards
  - Candidatura Miglior attrice a Carolina Crescentini